# Kloster Cross
Das Kloster Cross (irisch Mainistir na Croise, englisch Cross Abbey) wurde von der Abtei Ballintubber als ein der Jungfrau Maria geweihtes abhängiges und zum Bistum Killala gehörendes Priorat der Augustiner-Chorherren an der Westküste der Halbinsel An Muirthead in County Mayo, Irland, gegründet und 1400 durch Bonifatius IX. bestätigt.
Es handelte sich aber nicht um eine völlige Neugründung, sondern um eine Übernahme eines frühchristlichen Klosters, das seinen Ursprung in der auf das 6. Jahrhundert zurückgehenden Gründung St. Brendans auf der Insel Inishglora hatte. Etwa im 10. Jahrhundert zog die Gemeinschaft von der Insel an die gegenüberliegende Küste der Halbinsel, wo später das Haus der Augustiner-Chorherren gegründet wurde. Um 1584 wurde das Kloster im Rahmen der Reformation aufgehoben.

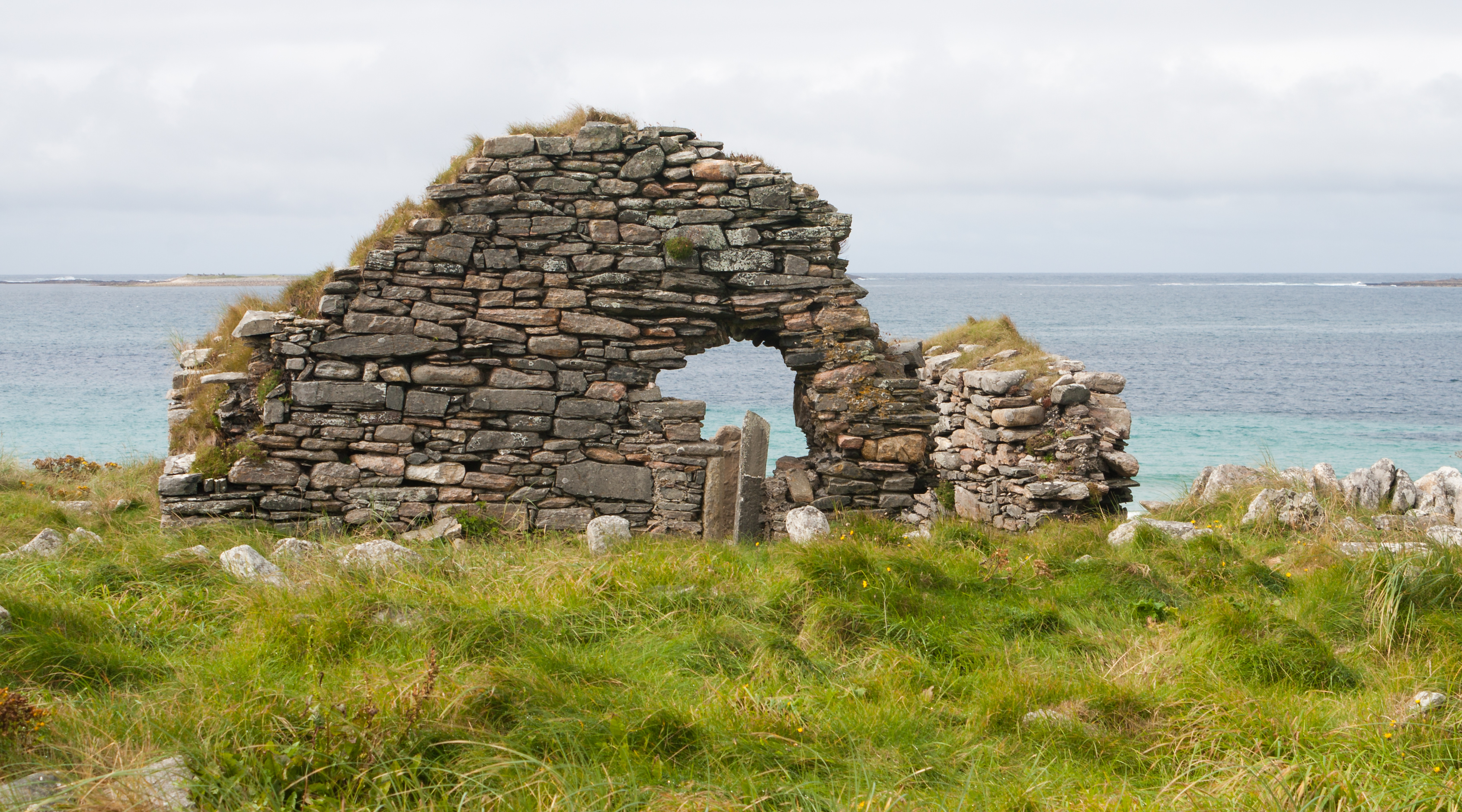
Ostgiebel der Klosterkirche mit der Insel Inishglora im Hintergrund

## Geographische Lage

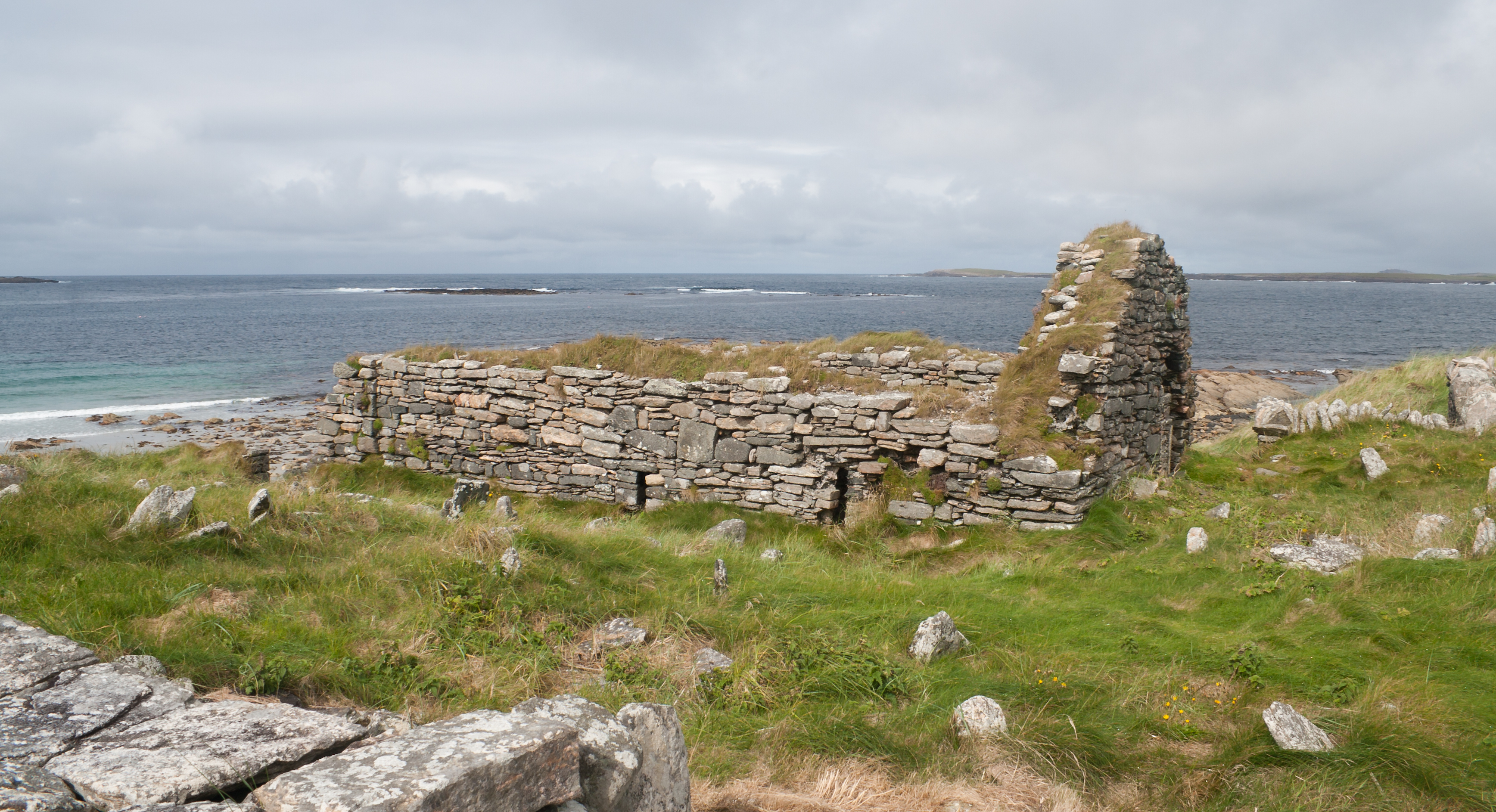
Südost-Ansicht der Kirchenruine

Während das frühchristliche Kloster auf der Insel Inishglora der äußersten Ostspitze von An Muirthead zugewandt war mit einem Blick auf den sich über anderthalb Kilometer erstreckenden Sandstrand und den dahinterliegenden Dünen, bot das Kloster Cross nach Westen den rückgewandten Blick auf das alte Kloster. Das Kloster Cross liegt auf einer kleinen Erhebung, die den Strand nach Norden hin abschließt und ein kleines Kap bildet. Nach der lokalen Überlieferung, die von Caesar Otway beschrieben wurde, erreichte früher das Kap fast die Insel, so dass ein längeres Brett genügte, um als Brücke zu dienen. Später soll für eine Fähre ein Seil von Küste zu Küste gespannt worden sein. Dies wurde jedoch wegen der Küstenerosion zunehmend schwieriger. Otway berichtet 1841 von einem älteren Mann, der sich noch daran erinnern konnte, dass es möglich war, mit einem Fuhrwerk zwischen der Küste und dem Kirchturm zu fahren. Von dem Kirchturm ist inzwischen nichts mehr zu erkennen, und selbst 1914 berichtete Westropp bereits, dass der westliche Teil des Kirchenschiffs Opfer der Erosion geworden ist, so dass nur der östliche Teil der Kirche erhalten geblieben ist. Spuren möglicher Nebengebäude des Klosters sind nicht erhalten.

## Geschichte
Durch die komplexe Geschichte des Klosters werden mehrere Patrozinien in der päpstlichen Korrespondenz erwähnt. Wegen der frühchristlichen Gründung ist das Kloster St. Brendan verbunden geblieben, und wohl durch das Mutterhaus kam noch das heilige Kreuz hinzu.
Zu dem Kloster gehörte etwas Land, bei der Aufhebung des Klosters wurden drei Quarter angegeben. Der Subprior des Klosters, der zugleich Chorherr in Ballintubber war, musste den größten Teil der Einnahmen an das Mutterhaus abführen. 1442 und 1448 bat einer der Chorherren in Cross den Papst um eine Versetzung zu Ballintubber, da Cross zu ärmlich und reparaturbedürftig sei.
Um 1584 wurde das Kloster aufgehoben. 1618 gehörte es Sir Theobald Bourke und wurde noch im selben Jahr an Michael Barrett übereignet. 1656 gehörten mehrere Ländereien zum ehemaligen Kloster mit Flächen von zwei Quartern, 400 Acre und 88 Acre. 1676 fiel der Besitz an Sir Arthur Shaen.

## Architektur

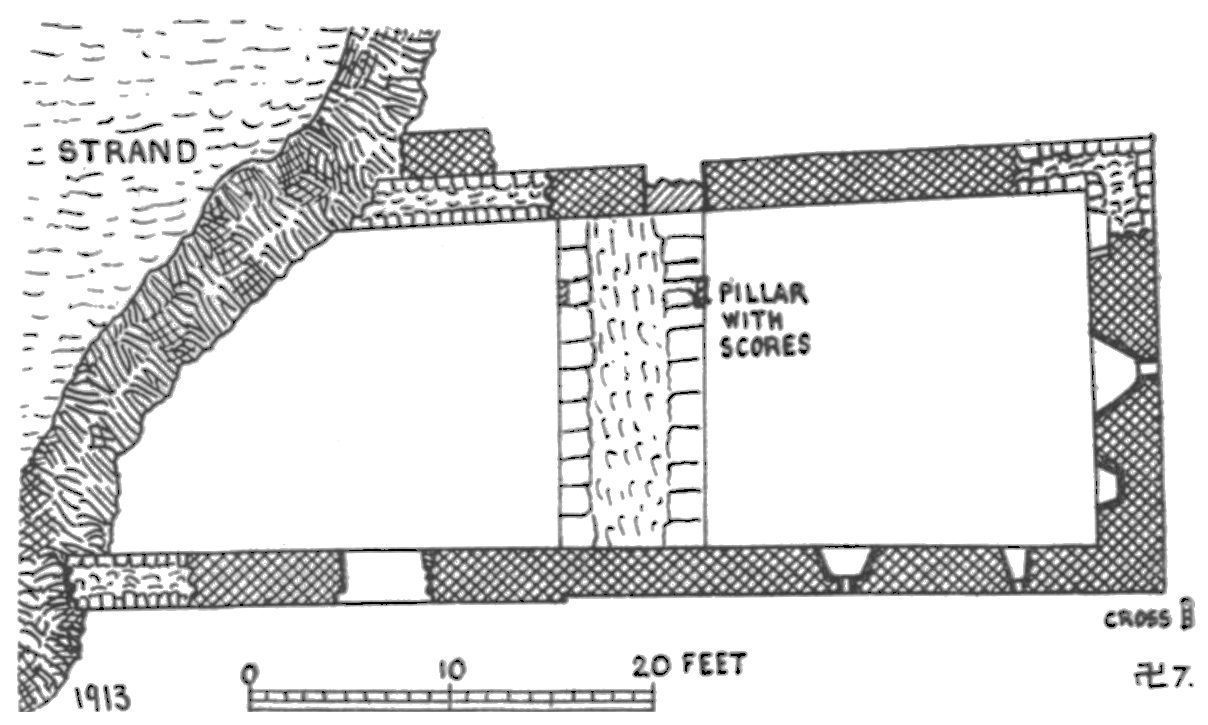
Grundriss der Kirchenruine, erstellt 1913 von Thomas Westropp

Erhalten ist nur der östliche Teil einer nicht ganz rechteckigen Kirche, die am Ostgiebel innen eine Breite von ca. 5,4 m hat, die sich weiter nach Westen auf der Höhe der Tür in der Südwand zu ca. 4,9 m verengt. Die Fassung des Ostfensters ist nicht erhalten, wohl aber die sich nach innen weit öffnende Laibung, die mit sich vom übrigen Mauerwerk visuell abhebenden weißen Steinen ausgeführt ist. Die Nordostecke der Kirche ist bis fast zum Grund zerstört. In der Südwand sind zwei einfache Fenster und weiter außen nach Westen eine Tür, dessen Sturz nicht mehr erhalten ist. In der Mitte der Kirche ist ein längeres in Stein gefasstes Grab, das das Kirchenschiff unterteilt. Auf diesem Grab stehen vier Stelen unterschiedlicher Höhe. Sie sind sehr verwittert, aber die noch erkennbaren Spuren haben Anlass zu Spekulationen gegeben, dass es sich um Oghamsteine gehandelt haben könnte.